# 위자: 저주의 시작
《위자: 저주의 시작》(영어: Ouija: Origin of Evil)은 2016년 공개된 미국의 초자연 공포 영화이다. 《위자》(2014)의 프리퀄이다.

## 줄거리
1967년 로스앤젤레스. 로저가 사망해 아내인 영매 앨리스, 두 딸 15살 폴리나 "리나", 9살 도리스는 슬픔에 잠겨있다.
앨리스는 운세 읽기 술수에 위저보드를 첨가하려다가 그만 악령을 소환하고 만다. 도리스는 이를 로저라고 철썩같이 믿게 되고, 은행에서 집에 담보권을 행사하려는 걸 알게 되자 도움을 청하려고 영을 소환하여 지하실 벽 뒤에 숨겨져있던 칸막이에서 돈이 든 주머니를 찾아낸다. 영이 로저만 답을 아는 질문들을 전부 맞히자 로저가 돌아왔다며 모두 좋아하는데, 이 악령은 도리스에게 씌이더니 유창한 폴란드어로 낙서를 시작한다.
번역을 부탁 받은 톰 신부는 이를 미심쩍게 느껴 죽은 아내 글로리아와 자신을 연결시켜달라는 표면적 부탁을 하며 상황을 살핀다. 교령회가 끝난 뒤 톰 신부는 위저보드를 움직인 영은 그저 자신의 머릿속을 그대로 읽었을 뿐이라고 밝힌다. 이 악령은 마르쿠스라는 폴란드 이민자로, 제2차 세계 대전 시절 가학 성향의 의사에게 붙잡혀 다른 포로들과 함께 이 집 지하실에서 실험체로 쓰였고, 죽은 뒤엔 지박령으로 깃들었으며, 이들이 이사온 이후 쭉 이들을 지켜보면서 로저 못지않게 가족의 속사정을 파악하게 돼 위저보드 질문에 전부 답할 수 있었던 것이다.
이 악령에게 빙의된 도리스는 리나의 남자친구 마이키를 살해한다. 톰 신부, 앨리스, 리나는 위저보드를 태워보지만 의학 실험이 이뤄졌던 비밀 방을 발견한 뒤 이번엔 톰 신부가 빙의되고, 톰 신부는 잠시 정신을 차렸을 때 도리스에게 살해된다.
앨리스가 붙잡힌 사이 로저의 영이 나타나 정신을 잃은 리나를 리나의 방에 데려간다. 로저의 영이 영의 목소리들을 잠재우기 위해 인형의 입을 꿰맸던 걸 떠올린 리나는 도리스의 입을 꿰매다가 도리스를 죽여버리고, 로저와 도리스의 영은 리나에게 빙의하여 앨리스를 찔러 죽인다.
리나는 앨리스의 살해와 도리스의 실종에 대한 혐의로 정신 병원에 수감된다. 리나는 양탄자 밑에 피로 문자를 적고 안경알을 플랑셰트 대용으로 써서 도리스를 소환하려고 시도하다가 도리스의 모습을 한 마르쿠스를 불러내고 만다.
포스트 크레디트에서 47년이 지난 2014년 나이를 먹은 리나가 있는 정신 병원에 조카가 찾아온다.

## 출연
- 엘리자베스 리서 - 앨리스 잰더 역
- 애널리스 배소 - 폴리나 "리나" 잰더 역
  - 린 셰이 - 나이 든 폴리나 잰더 역
- 룰루 윌슨 - 도리스 잰더 역
- 헨리 토머스 - 토머스 "톰" 호건 신부 역
- 파커 맥 - 마이클 "마이키" 러셀 역
- 케이트 시걸 - 제니 브라우닝 역
- 더그 존스 - 구울 마르쿠스 역
- 핼리 찰턴 - 엘리 역
- 알렉시스 G. 졸 - 베티 역
- 샘 앤더슨 - 브라우닝 씨 역
- 엘리 키츠 - 엘리의 어머니 역
- 니컬러스 키넌 - 월터 역
- 마이클 위버 - 로저 잰더 역
- 이브 고든

## 기타 제작진
- 총괄 제작: 트레버 메이시